# Paulus av Korset
Paulus av Korset, egentligen Paolo Francesco Danei, född 3 januari 1694 i Ovada i Piemonte, död 18 oktober 1775 i Rom, var en italiensk romersk-katolsk präst, mystiker och ordensgrundare. Han formulerade reglerna för passionisterna 1720 vilka godkändes 1725 av Benedictus XIII. Paulus av Korset vördas som helgon inom Romersk-katolska kyrkan. Hans helgondag firades tidigare den 28 april, men numera den 19 oktober.

## Biografi
Paulus av Korset var son till en affärsman med adliga anor. Han tackade nej till både arv och ett fördelaktigt äktenskap och kämpade 1714 som frivillig i venetianska armén mot turkarna. Efter krigsåret drog han sig tillbaka och tillbringade sin tid med att be till år 1720 då han fick en vision som skulle resultera i grundandet av passionisterna. År 1727 startade han tillsammans med sin yngre bror Giovanni Battista (1695–1765) och några andra vänner en kongregation efter att ha blivit prästvigd. Inom kongregationen levde man ett spartanskt liv kombinerat med ett fokus på Jesu lidande som skulle förmedlas genom missionsarbete. Passionisterna blev snabbt efterfrågade i hela Italien, men många nyantagna passionister lämnade verksamheten då de tyckte att livsstilen var för hård. Man fick dock påvligt godkännande på villkor att man tonade ner sin hårda framtoning. Slutgiltigt godkännande erhöll man av Clemens XIV år 1769.
Paulus var en skicklig predikant, främst när det gällde att beskriva Jesu lidande. Han kunde också profetera, hela och läsa folk innersta hemligheter. Hans efterlämnade brev handlar till stor del om askes och mystik. Han var intresserad av att återförena den anglikanska kyrkan med den katolska. År 1765 dog hans bror och 1775 dog han själv efter att 1771 grundat ett passionistiskt nunnekonvent.
Paulus av Korset vilar i Cappella di San Paolo della Croce i kyrkan Santi Giovanni e Paolo på kullen Caelius i Rom.
På svenska finns Hans kors är mitt hjärtas glädje (översättning Karin Stolpe och Ingrid Ydén-Sandgren, Pro veritate, 1981).
| ”                                       | Jag fick en djup insikt i min Jesu lidanden och jag kände en så stark önskan att vara fullkomligt förenad med honom, att jag verkligen önskade känna hans plågor och vara på korset med honom | „ |
| – Paulus av Korset, Andlig Dagbok 6.12. | |   |